# Шёнбург (Рейн)
Шёнбург — неоготический замок в районе средневекового города Обервезель, Рейнланд-Пфальц, Германия. Является частью культурного ландшафта долины Среднего Рейна, входящей в список Всемирного наследия ЮНЕСКО.

## История
Первые упоминания о замке Шёнбург появились в период с 911 по 1166 год.
Начиная с XII века, в городе Обервезель правили бароны Шёнбурги, они также имели право взимать таможенные пошлины на реке Рейн. Наиболее известным был Фридрих фон Шёнбург, известный как «Маршал Шёнбург», который в XVII веке служил в звании полковника, затем генералом короля Франции во Франции и Португалии, а позже — в Пруссии и в Англии, служа Вильгельму II Оранскому.
Род Шёнбургов оборвался со смертью последнего наследника, сына Фридриха Шёнбурга.
В 1689 году замок был сожжён французскими солдатами во время Пфальцских войн.

## Современность

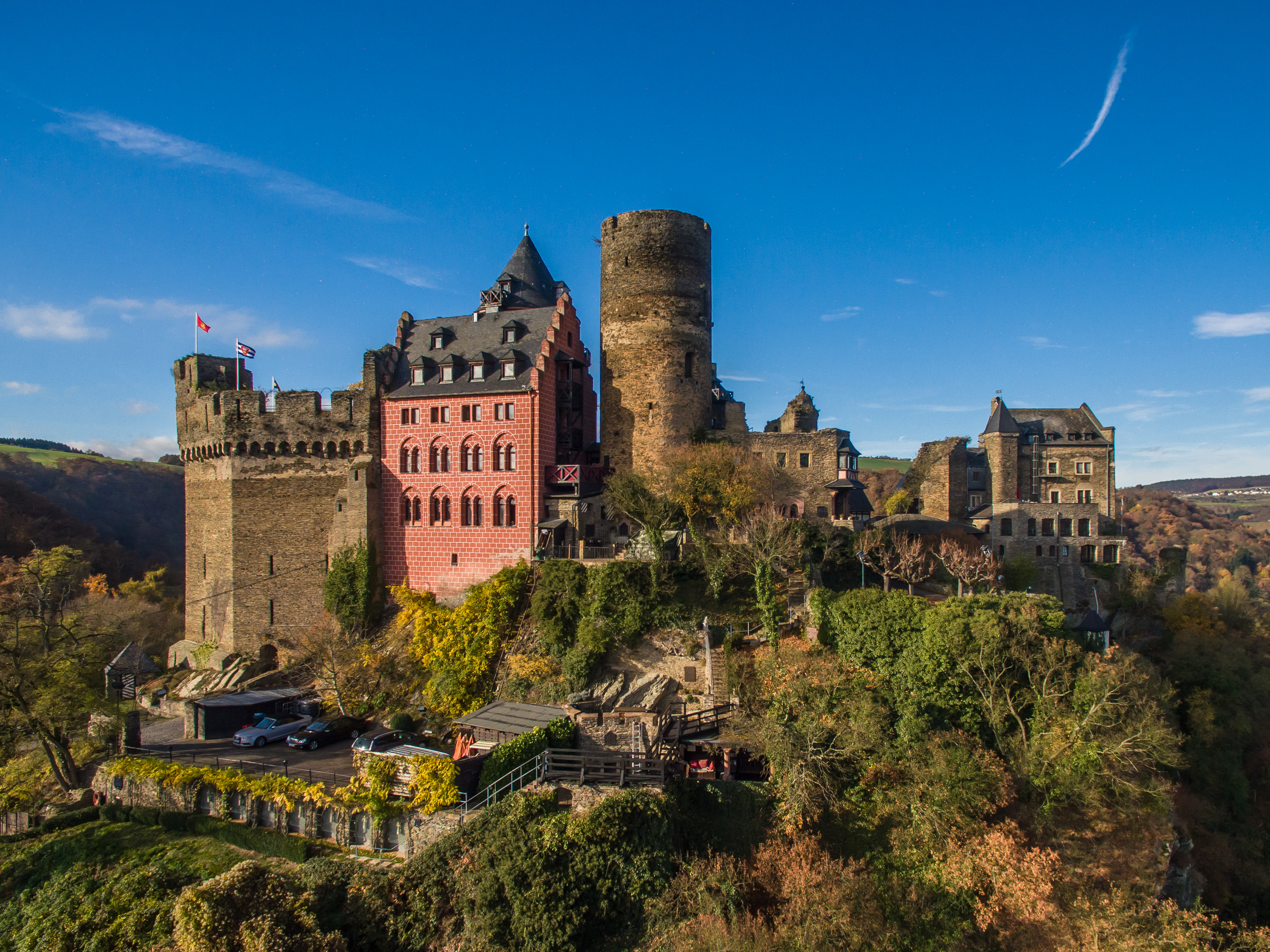
Шёнбург

Замок оставался в руинах на протяжении 200 лет, пока его не приобрела немецко-американская семья Райнлендеров. Они выкупили замок из муниципальной собственности города Обервезель в конце XIX века и отстроили его заново в романтическом стиле (см. неоготика).
В 1950 году городской совет Обервезеля выкупил замок назад у семьи Райнлендеров.
С 1957 года замок на правах долгосрочной аренды приобрела семья Хюттлов; они открыли в замке гостиницу и ресторан.